# Gli Abissi
Gli Abissi (The Deep) è una serie televisiva animata australiana/canadese basata sui romanzi grafici creati da Tom Taylor e James Brouwer e pubblicati da Gestalt Comics. La serie è stata scelta da Technicolor e prodotta da Stark e lo studio canadese di animazione Nerd Corps Entertainment, una filiale di DHX Media.
Commissionato da ABC, è stato premiato al 7TWO il 1º dicembre 2015 e ha iniziato a trasmettere in Canada il mese successivo su Family Chrgd. Netflix ha acquisito i diritti e ha iniziato lo streaming in America il 1º giugno 2016. Dal 4 maggio 2017 è arrivato anche in Italia su Pop.
La DHX Media ha annunciato che la serie è stata rinnovata per una terza stagione per l'8 febbraio 2018. Quest'ultima è stata mandata in onda dal 3 al 15 marzo 2019.

## Trama
La famiglia Nekton è una famiglia di esploratori da generazioni. Esplorano da sempre gli abissi marini e vivono in un sottomarino lungo più di 60 m: l'Aronax. Esso contiene numerose attrezzature adibite alle esplorazioni oceaniche: i Knight, delle tute robotiche sottomarine, e il Rover, un piccolo sottomarino dotato di braccia meccaniche. Durante le loro missioni, i Nekton risolveranno misteri, scopriranno nuove forme di vita e, occasionalmente, fermeranno i piani dei criminali che vagano per gli oceani. Uno dei loro obiettivi, che la famiglia si prefissa dopo il ritrovamento di un reperto, è la ricerca della civiltà perduta di Lemuria.

## Personaggi
La famiglia Nekton è formata da: 
- Antaeus Nekton (in breve Ant): il figlio più piccolo, il più coraggioso, carismatico e furbo in famiglia, anche se spesso eccessivamente sicuro di sé. Doppiatore italiano: Stefano Pozzi.
- Fontaine Nekton: la figlia più grande, polemica e un po' scontrosa ma anche gentile; i suoi genitori le hanno insegnato a pilotare l'Aronax. Ha una cotta per Smiling Finn.  Doppiatrice italiana: Martina Felli.
- William Will Nekton: il padre di Ant e Fontaine e il marito di Keiko, il capitano insieme alla moglie; forte, imponente, coraggioso e temerario; i suoi genitori sono scomparsi mentre cercavano il continente perduto di Lemuria. Doppiatore italiano: Marco Balzarotti.
- Kaiko Nekton: la madre di Ant e Fontaine ed il capitano del sottomarino assieme al marito, William, nonché la migliore nel pilotare mezzi acquatici. (il nome deriva probabilmente dal ROV Kaiko che scese nell'abisso Challenger). Doppiatrice italiana: Paola Della Pasqua.

- Jeffrey: il pesciolino di Ant, che è in grado di comprendere ciò che gli si dice.

Griffin il figlio di Lester meccanico del Rover
Lester padre di Griffin e meccanico del Rover. doppiatore italiano: Giovanni Battezzato.
Professor Fiction: scienziato e inventore che ha progettato e costruito tutti gli apparecchi dei Nekton (compreso l'Aronnax). Doppiatore italiano: Paolo De Santis.
I pirati dell'Orca Nera
- Capitano Hammerhead è il capitano dell'Orca Nera e padre di Simling Finn e Mad Madeline. Le sue scorrerie vengono inficiate spesso dal malfunzionamento del suo sottomarino. Doppiatore italiano: Pietro Ubaldi.
- Simling Finn figlio del capitano Hammerhead, si è innamorato di Fontaine Nekton, ricambiato. Doppiatore italiano: Ruggero Andreozzi.
- Mad Madeline l'irruenta figlia minore del capitano Hammerhead, che è orgoglioso di lei, e sorella di Simling Finn. Doppiatrice italiana: Giada Bonanomi.
- Danny boy pilota dell'Orca Nera, che ha molta paura di Hammerhead. Doppiatore italiano: Mario Scarabelli.

I Guardiani
- Nereus un caro amico dei Nekton e fa parte dei Guardiani, un gruppo di maghi che proteggono gli oceani. Il suo nome, come per Kaiko, deriva da un altro ROV sceso nell'abisso Challenger. Doppiato da Riccardo Rovatti
- Proteus capo dei Guardiani che cerca di rapire Antaeus credendolo il lasciapassare per Lemuria, che i Nekton cercano da generazioni.
- Glaucus
- Tethys

Altri
Capitano Hernandez capitano delle Autorità degli Oceani Planetari e spia. Doppiato da Claudio Moneta
Devil Daniels il cacciatore di mostri un famoso esploratore di mare che ama opporsi ai Nekton e ottenere in tal modo importanti missioni. Daniel spesso fa male alle creature per farli apparire aggressivi e farà di tutto per ricevere fama. Lo si vede sempre in compagnia di un drone che riprende con una telecamera le sue parole, così da trasmetterle in televisione.
Sebastian Conger un personaggio vanaglorioso e sbruffone, che cerca di catturare l'Ephemicron con l'aiuto del Capitano Hernandez. Ha anche rubato l'ultimo esemplare di tartaruga gigante e preziose opere d'arte di un naufragio.
Kenji un giapponese che vive su un'isola deserta il quale crede che gli alieni lo stiano derubando.
Chadwick il capitano di una nave che vuole impossessarsi dell'Aronnax.
Agnes De-Kretser un'archeologa amica dei Nektons.
Bob Gorman un caro amico dei Nektons.
Jess Gorman figlia di Bob Gorman e migliore amica di Fontaine; Ant ha una cotta per lei.
Comandante Pirosoma capo dell'Autorità Mondiale degli Oceani, che talora ottiene il rapporto dei Nekton e affida loro delle missioni.
Alpheus Benthos: crede che Ant è destinato a essere la sua nemesi, vive in un sottomarino che ha costruito con un'intelligenza artificiale, Aria. Essendo capace di attivare l'Ephemicron, è scoperto come discendente dell'antica dinastia che regnava su Lemuria.

## Episodi
| Stagione         | Episodi | Pubblicazione USA | Pubblicazione Italia |
| ---------------- | ------- | ----------------- | -------------------- |
| Prima stagione   | 26      | 2016              | 2017                 |
| Seconda stagione | 13      | 2017              | 2018                 |
| Terza stagione   | 13      | 2019              | 2019                 |
| Quarta stagione  | 13      | 2022              | Inedita              |